# Brigantina

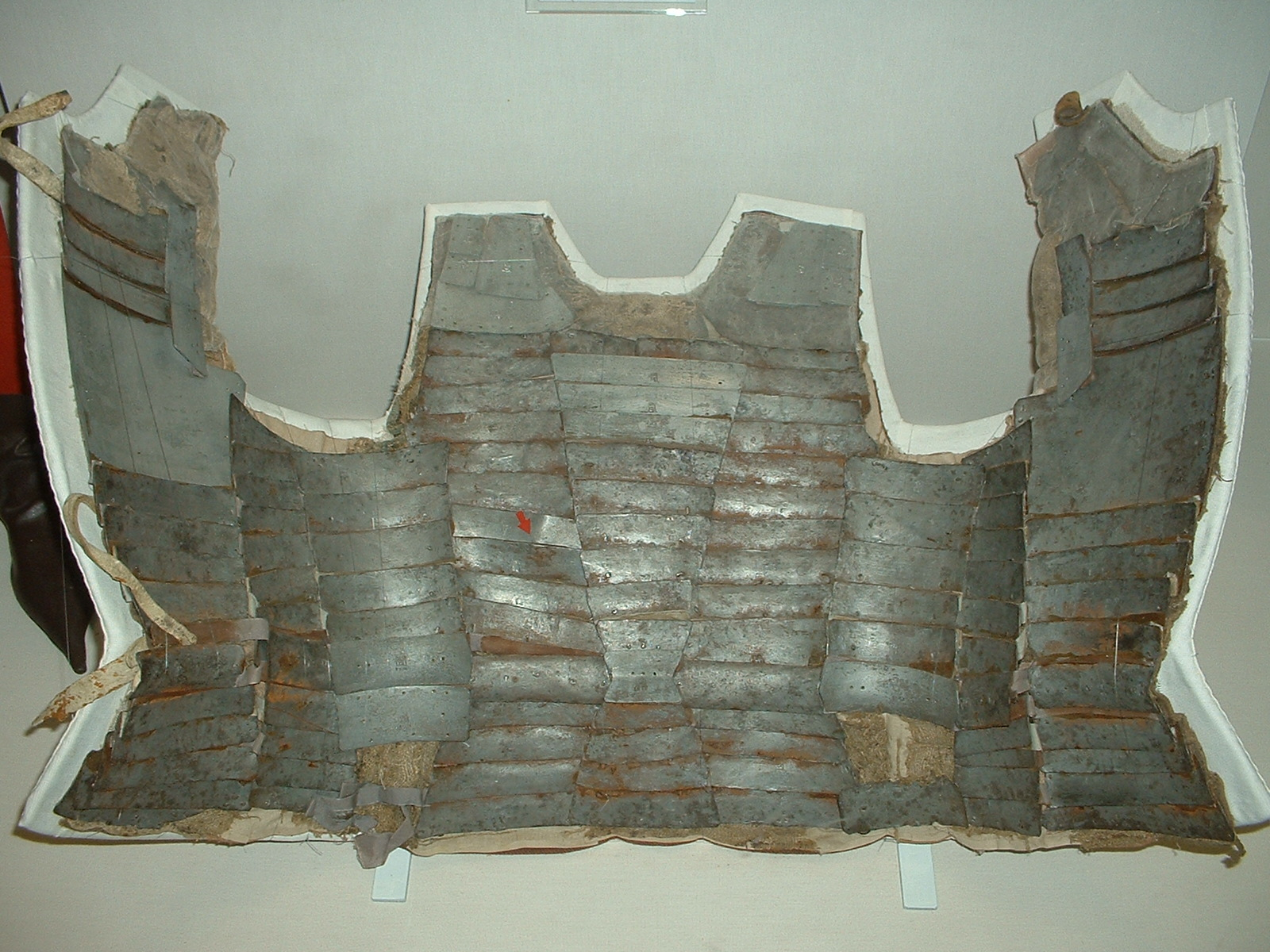
Vista interna de uma brigantina italiana (cerca de 1470).

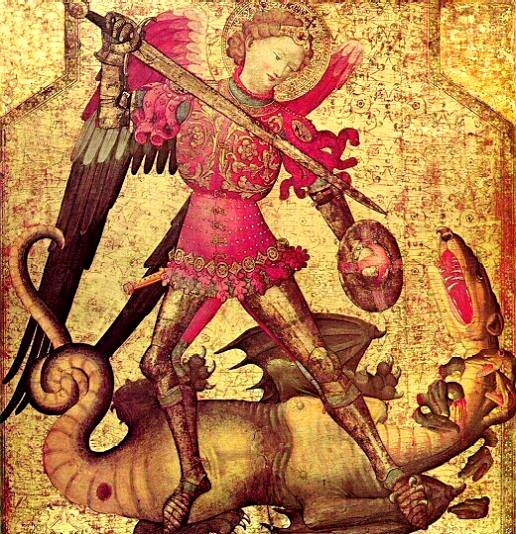
«São Miguel e o Dragão», vestisdo uma brigantina

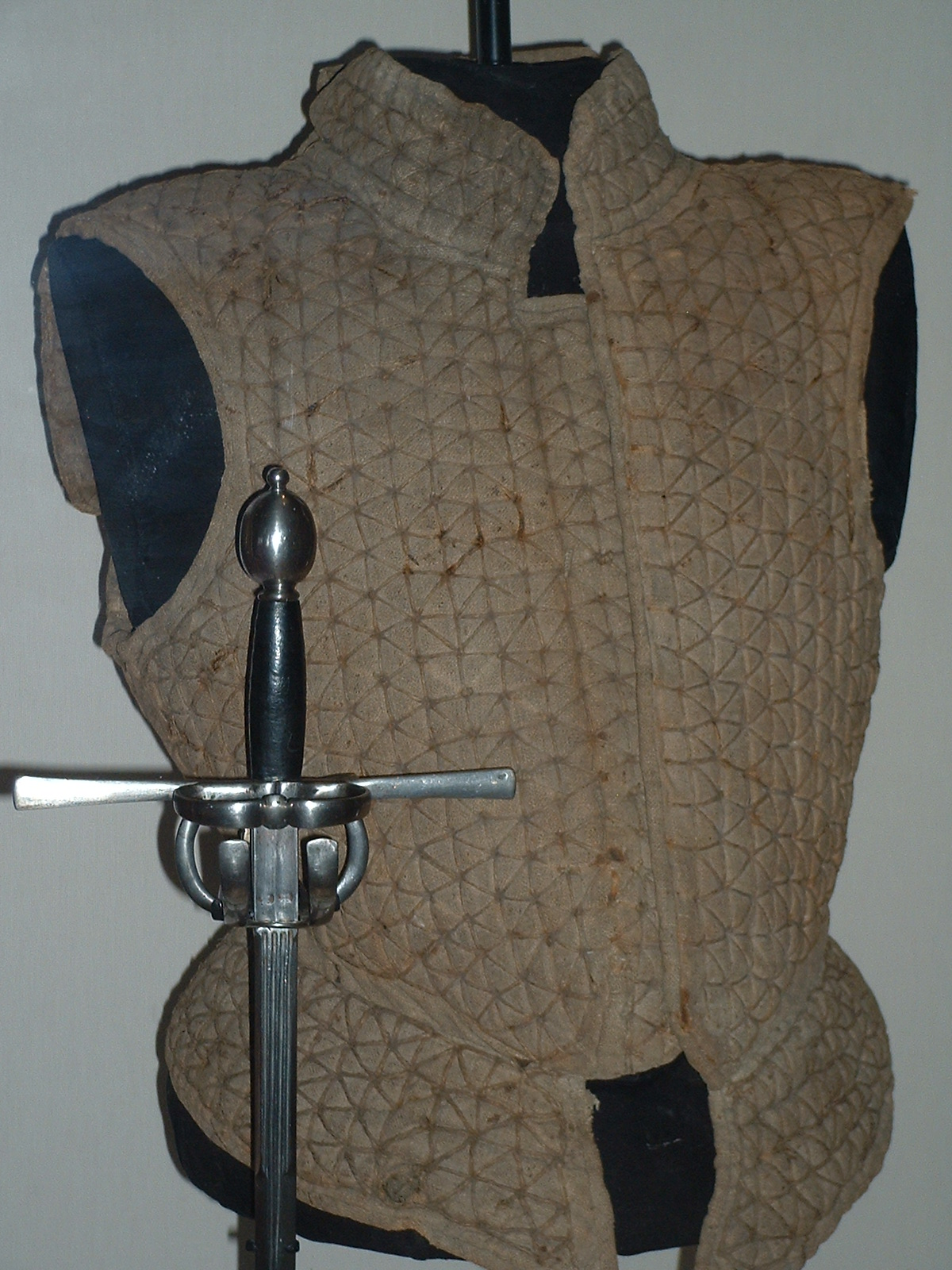
Uma brigantina europeia, chamada de "Jack of plate".

A brigantina era um item de armadura medieval responsável pela proteção do corpo do guerreiro. Consistia em uma vestimenta fabricada de tela ou couro, contendo em seu interior placas metálicas rebitadas. Teve uso de meados do século XV até a metade do século seguinte.
O seu maior diferencial jazia no fato de ser uma espécie de armadura leve, que favorecia a defesa em combate.

## Referência
- COIMBRA, Álvaro da Veiga, Noções de Numismática. SP. Secção Gráfica da Faculdade de Filosofia, Ciências e Letras da Universidade de São Paulo, 1965.